# Katja Andy
Katja Andy, née le 23 mai 1907 à Mönchengladbach et morte le 30 décembre 2013 à New York, est une pianiste et professeure de piano américaine, d'origine allemande.

## Biographie

### Formation et débuts
Katja Andy est né Käte Aschaffenburg, le 23 mai 1907, à Mönchengladbach en Allemagne. Elle est la fille d'un fabricant de tissu Juif, Otto Aschaffenburg et sa femme Clara, née Ruben, pianiste amateur, qui avait étudié le piano avec Clara Schumann. Käte commence à jouer du piano dès l'âge de trois ans. Ses parents ont l'habitude d'accueillir des solistes en tournée dans leur maison de la famille, lorsqu'il se produisent en concerts avec la philharmonique locale, notamment des stars tels Adolf Busch, Joseph Szigeti, Eugen d'Albert et Walter Gieseking. Le pianiste Edwin Fischer est même devenu un ami proche de la famille. En 1924, Käte Aschaffenburg déménage à Berlin pour étudier avec ce dernier et Michael Wittels. Elle a aussi suivi des cours d'Artur Schnabel.
À partir de 1927, elle donne des concerts en duo, avec le pianiste Agi Jambor et à partir de 1930, elle joue souvent avec l'Orchestre de chambre Edwin Fischer et est son partenaire dans le double concerto de Mozart. Dans les concertos pour plusieurs claviers de Bach, sa camarade et amie pour la vie Grete Sultan, rejoint Fischer et Aschaffenburg. Pour la saison 1933/1934, soixante dates de concerts avaient été fixés.

### France
Les débuts prometteurs de sa carrière de concertiste est écourtée par l'arrivée au pouvoir d'Adolf Hitler en janvier 1933. Lorsque le nouveau régime antisémitisme lui signifie qu'elle n'est plus autorisée à enseigner des élèves dits « aryens », dès avril 1933, elle s'enfuit à Paris et prend le nom de Katja Andy qu'elle a conservé depuis. Toutefois, en tant que ressortissante allemande, elle n'est pas autorisée à travailler en France et vit de paiements illicites par Edwin Fischer et des revenus de petits travaux de répétitrice et pianiste de l'école du ballet. En 1937, après avoir été dénoncée, elle est expulsée de France et rentre en Allemagne pour tenter d'obtenir un permis d'émigration. Avec l'aide de son tailleur, un ami d'Hermann Göring, elle obtient le visa nécessaire.

### États-Unis
En 1937, Katja Andy émigre aux États-unis. Elle accompagne le danseur Lotte Goslar, dans une tournée à travers le pays, avant de s'installer à Detroit en 1938. Peu après la guerre, en 1945, elle est naturalisée citoyenne américaine. En 1948, elle est nommée à un poste d'enseignant à l'Université DePaul à Chicago. En 1958, lors du festival de Lucerne, elle se lie d'amitié avec le pianiste autrichien Alfred Brendel, lui-même élève d'Edwin Fischer. À partir de 1960, elle vit à New York, avant de s'installer à Boston en 1964. Elle enseigne d'abord au Conservatoire de Boston, et plus tard, obtient un poste de professeur au New England Conservatory de Boston. Elle y reste toutes les années 1980 et reçoit un doctorat honorifique de sa faculté.
À partir de 1991, Katja Andy passe sa retraite à New York. Elle est décédée le 30 décembre 2013, âgée de 106 ans.